# Doris Troy
Doris Troy (née Doris Elaine Higginsen le 6 janvier 1937 et morte le 16 février 2004) est une chanteuse de R&B et soul américaine, surnommée « Mama Soul ». Son plus grand succès fut Just One Look, qui atteint le top 10 des hit-parades en 1963. Elle fait aussi partie du quatuor de choristes ayant participé à l’album The Dark Side of the Moon de Pink Floyd paru en 1973.
Cet article a été partiellement traduit du wikipedia anglophone consacré à Doris Troy. 

## Vie et carrière
Elle est née sous le nom de Doris Elaine Higginsen, dans le Bronx, la fille d'un pasteur pentecôtiste barbadien. Elle a ensuite prit le nom de sa grand-mère et a grandi sous le nom de Doris Payne. Ses parents désapprouvaient les formes de musique "subversives" comme le rhythm & blues, alors elle s'est fait les dents en chantant dans la chorale de son père. À 16 ans, elle travaillait comme ouvreuse à l'Apollo où elle a été découverte par James Brown. Sous le nom de Doris Payne, elle a commencé à écrire des chansons et a gagné 100 $ en 1960 pour le hit de Dee Clark "How About That".
Entrant dans l'industrie du disque, Troy a travaillé comme choriste pour Atlantic Records aux côtés de Dionne et Dee Dee Warwick. Elle faisait également partie de la formation originale de The Sweet Inspirations en 1963, avec Cissy Houston et les deux Warwick, qui étaient les nièces de Houston. Prenant son nom de scène d'Helen of Troy, elle a chanté des chœurs pour Solomon Burke, les Drifters, Houston et Dionne Warwick, avant de coécrire et d'enregistrer "Just One Look" (les crédits d'écriture utilisent le nom Doris Payne). Cette chanson a atteint la 10e place du Billboard Hot 100 américain en 1963.
"Just One Look" était le seul hit américain pour Troy. La chanson a été enregistrée en 10 minutes en octobre 1962, avec le producteur Buddy Lucas, en démo pour Atlantic Records. Cependant, après qu'Atlantic Records ait entendu la démo, ils ont décidé de ne pas la réenregistrer, choisissant plutôt de la sortir telle quelle. Les musiciens comprenaient Ernie Hayes à l'orgue, Wally Richardson à la guitare, Bob Bushnell à la basse et Bernard "Pretty" Purdie à la batterie. La chanson a été reprise par The Hollies, Faith, Hope & Charity, Major Lance, Linda Ronstadt, Bryan Ferry, Anne Murray, Klaus Nomi et Harry Nilsson en duo avec Lynda Laurence. La seule incursion de Troy dans le UK Singles Chart, " Whatcha Gonna Do About It ", a culminé au n ° 37 en décembre 1964. 
Après avoir déménagé à Londres en 1969,  elle a été signée par les Beatles sur leur label Apple Records, et a sorti l'album Doris Troy l'année suivante, coproduit par Troy et George Harrison. Troy a travaillé au Royaume-Uni tout au long des années 1970, apparaissant au Ronnie Scott's Club et enregistrant un album live, The Rainbow Testament. Mais l'album et son successeur sur le label People Records, Stretching Out, ne se sont pas vraiment bien vendus.
Alors que sa carrière solo atteignait son apogée, elle a continué à chanter pour plusieurs artistes et groupes. Elle a contribué aux chœurs de la chanson "You Can't Always Get What You Want" des Rolling Stones en 1969, The Dark Side of the Moon de Pink Floyd (1973) et "You're So Vain" de Carly Simon. En outre, elle a également chanté pour Humble Pie, Kevin Ayers, Edgar Broughton, George Harrison, Johnny Hallyday, Vivian Stanshall, Dusty Springfield, Nick Drake et Junior Campbell.
Troy a quitté l'Angleterre en 1974 pour retourner aux États-Unis, où elle a chanté dans des casinos et des boîtes de nuit.
Mama, I Want to Sing est une comédie musicale basée sur sa vie et a été co-écrite avec sa sœur, Vy Higginsen, une personnalité populaire de la radio new-yorkaise. Ca a a duré 1 500 représentations au Heckscher Theatre de Spanish Harlem. Doris a joué sa propre mère, Géraldine. Chaka Khan a joué sa tante dans la production londonienne, tout comme Deniece Williams. La comédie musicale a également été transformée en film, mettant en vedette Ciara, Patti Labelle et Hill Harper, qui est sorti sur DVD en 2012.
Doris est décédée d'un emphysème chez elle à Las Vegas, Nevada, à l'âge de 67 ans.

## Discographie
- Sings Just One Look & Other Memorable Selections (1963)
- Doris Troy (1970) Apple records - Avec George Harrison, Peter Frampton, Billy Preston, Ringo Starr, Alan White, Eric Clapton, Leon Russell, Klaus Voormann, etc.
- Rainbow Testament (1972)
- Stretching Out (1974)